# Mercedes Hurtado de Álvarez
Mercedes Hurtado de Álvarez (Popayán, 1840 - Bogotà, 1890) va ser una escriptora colombiana, possiblement la primera que va publicar un llibre amb una impremta a Colòmbia.
Va néixer el 1840 a Popayán (Cauca) i, posteriorment, es va traslladar a Bogotà.
Soledad Acosta l'esmenta entre les diverses escriptores colombianes que van escriure amb èxit i amb més o menys mestria. També col·laborà amb diversos diaris.
Va escriure i publicar una novel·la titulada Alfonso. Cuadros de costumbres, que va ser impresa a la impremta de Medardo Rivas el 1870. A Alfonso, s'hi retraten les tensions socials de l'època entre l'ordre tradicional i les idees tradicionals que es fusiona amb la vida dels personatges. Segons Cristina Valcke, aquesta va ser la primera novel·la escrita per una dona colombiana publicada per una impremta, atès que anteriorment només Soledad Acosta havia publicat la seva obra a través de fulletons que acompanyaven els diaris. En la dedicatòria de l'obra, al doctor José María Torres Caicedo, es mostrava com una dona sense pretensions de literata i conservadora en els principis morals de la societat patriarcal del moment. En tot cas, a diferència d'altres contemporànies seves, va publicar amb el seu nom i no amb un pseudònim, i sense la justificació d'un home en algun lloc de la novel·la, i això seria una forma de defensar la seva labor com a escriptora.
Va ser mare de la poetessa Mercedes Álvarez de Flores.
Va morir a Bogotà el 1890.